# Feliniopsis hyposcota
Feliniopsis hyposcota là một loài bướm đêm trong họ Noctuidae.